# Tee-Apfel
Der Tee-Apfel (Malus hupehensis) ist eine Pflanzenart aus der Gattung der Äpfel (Malus) in der Familie der Rosengewächse (Rosaceae). Sie ist in China, Taiwan und Assam heimisch.

## Beschreibung

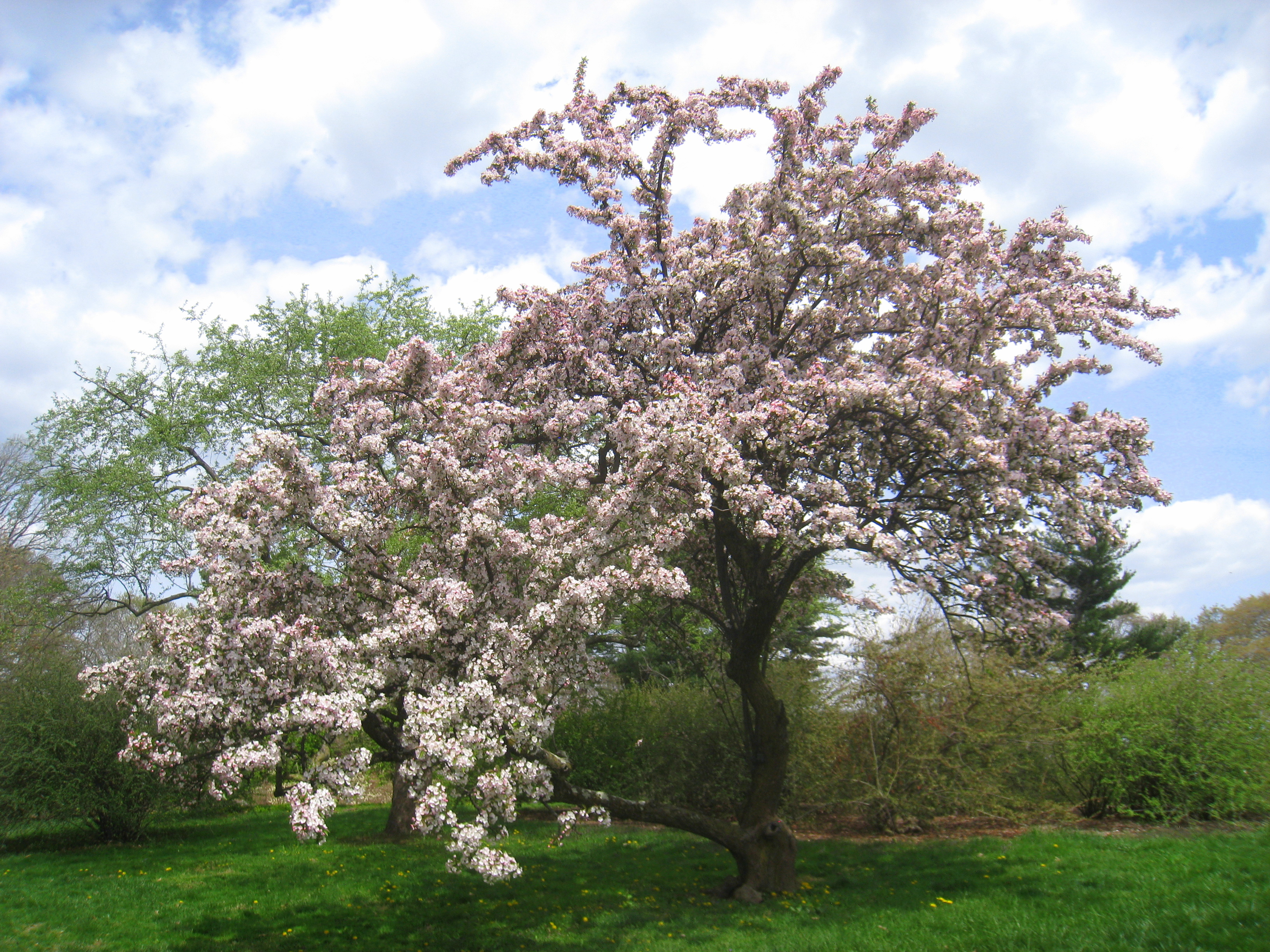
Habitus eines blühenden Baumes.

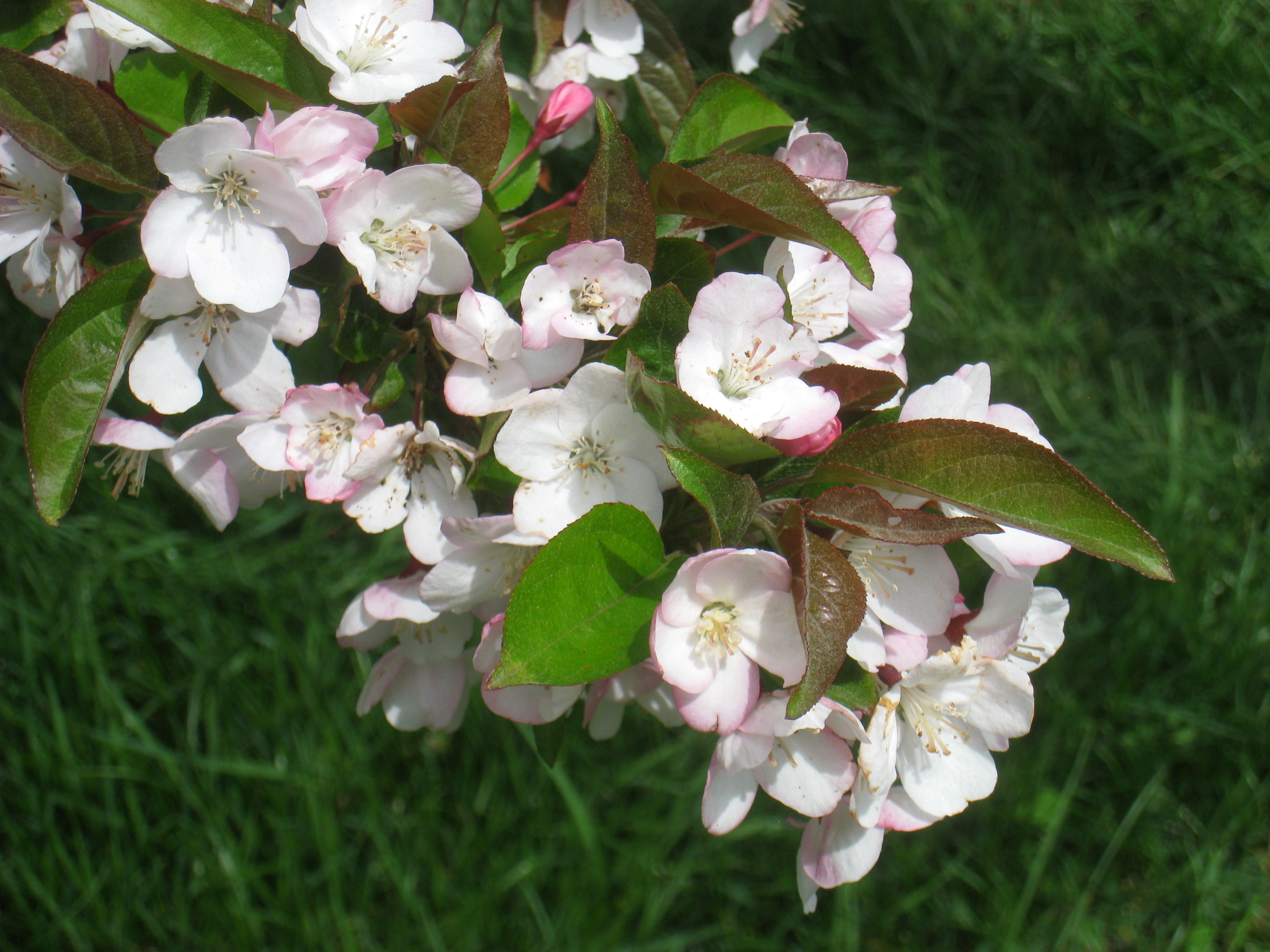
Fünfzählige, radiärsymmetrische Blüten und junge Laubblätter.

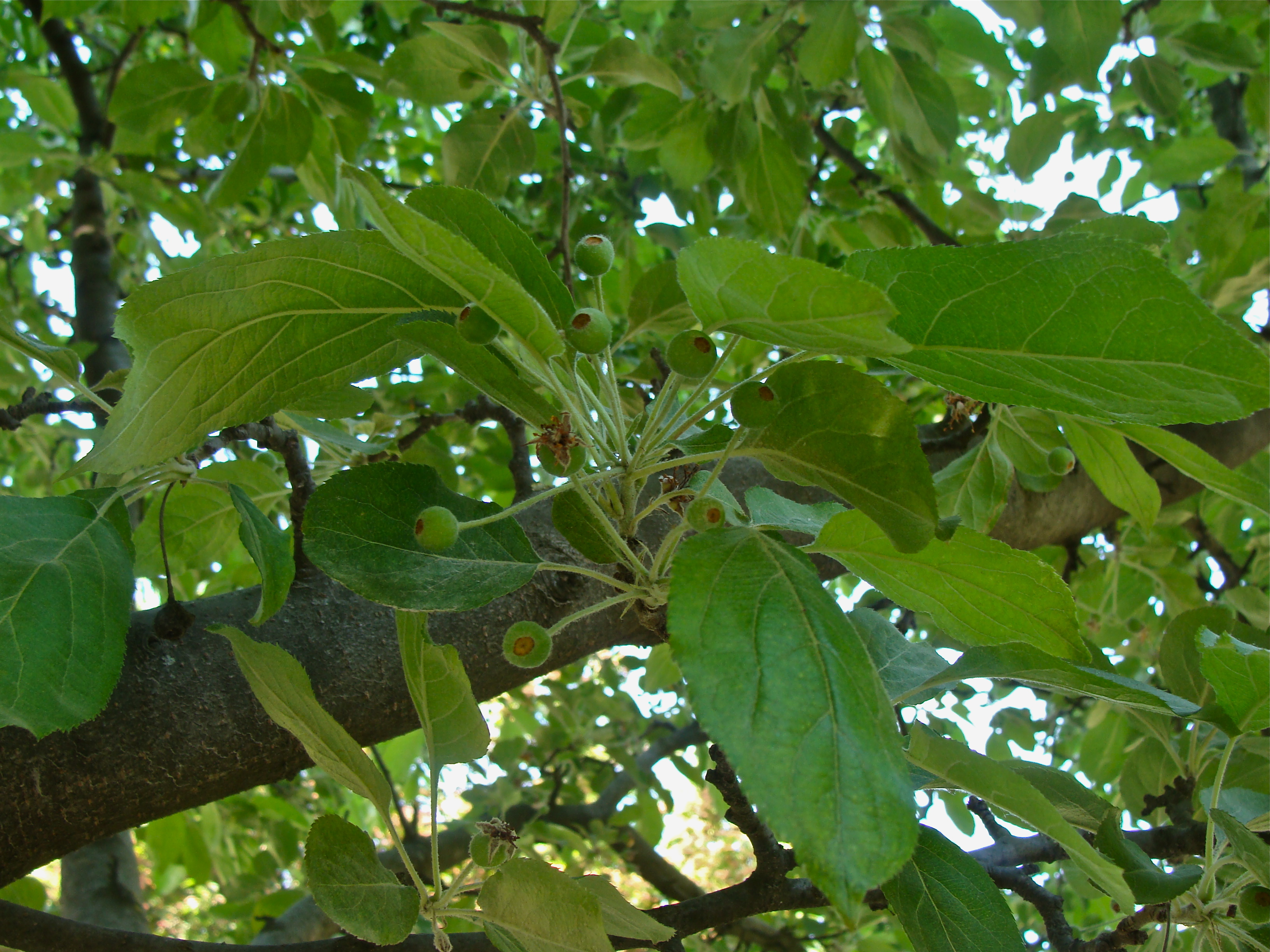
Junge Früchte und Laubblätter.

### Erscheinungsbild und Blatt
Der Tee-Apfel wächst als Baum, der Wuchshöhen von etwa 8 Meter erreicht. Die Baumkrone ist breit; die unteren Äste sind lang und wachsen waagerecht; die oberen Äste sind ansteigend. Die Rinde der stielrunden Zweige ist anfangs dunkelgrün sowie flaumig behaart, später purpurfarben oder purpurfarben-braun sowie kahl. Die Borke ist matt orangefarben-braun und weist dicke senkrechte Platten auf. Die dunkel-purpurfarbenen, eiförmigen Knospen besitzen Knospenschuppen, die am rand spärlich bewimpert sind.
Die wechselständig angeordneten Laubblätter sind in Blattstiel und Blattspreite gegliedert. Der 1 bis 3 cm lange Blattstiel ist anfangs spärlich flaumig behaart und verkahlt bald. Die einfache Blattspreite ist bei einer Länge von 5 bis 10 Zentimeter und einer Breite von 2,5 bis 4 Zentimeter eiförmig oder eiförmig-elliptisch mit meist keilförmiger oder selten gerundeter Spreitenbasis und zugespitztem oberen Ende. Der Blattrand ist spitz gesägt. Die Blattflächen sind anfangs spärlich flaumig behaart und verkahlen bald. Die früh abfallenden Nebenblätter sind bei einer Länge von 5 bis 6 mm lineal-lanzettlich mit zugespitztem oberen Ende, krautig bis häutig, spärlich flaumig behaart mit spärlich drüsig-gezähntem Rand.

### Blütenstand und Blüte
Die Blütezeit reicht in China von April bis Mai. Der schirmrispige Blütenstand weist einen Durchmesser von 4 bis 6 cm auf und enthält vier bis sechs Blüten. Die früh abfallenden Tragblätter sind häutig, lanzettlich mit zugespitztem oberen Ende und anfangs spärlich drüsig-gezähntem Rand. Der 3 bis 6 cm lange Blütenstiel ist anfangs spärlich zottig behaart und verkahlt bald.
Die zwittrigen Blüten sind fünfzählig und radiärsymmetrisch mit doppelter Blütenhülle. Der glockenförmige Blütenbecher (Hypanthium) ist außen kahl oder spärlich zottig behaart. Die fünf außen kahlen und innen flaumig behaarten Kelchblätter sind bei einer Länge von 4 bis 5 mm höchstens so lang wie der Blütenbecher und dreieckig-eiförmig mit glattem Rand und zugespitztem oder spitzem oberen Ende. In einer knospigen Blüte sind die Kronblätter rosafarben, in einer aufgeblühten reinweiß. Die Blütenkrone weist einen Durchmesser von 3,5 bis 4 cm auf. Die fünf sich etwas überdeckenden, kurz genagelten Kronblätter sind bei einer Länge von etwa 1,5 cm verkehrt-eiförmig mit gerundetem oberen Ende. Die 20 ungleichen Staubblätter sind etwa halb so lang wie die Kronblätter. Der unterständige Fruchtknoten ist drei- oder vierkammerig. Es sind zwei Samenanlagen je Fruchtknotenkammer vorhanden. Die meist drei, selten vier Griffel sind etwas länger als die Staubblätter und an ihrer Basis behaart. In China reifen die Früchte zwischen August und September.

### Frucht
Der kahle Fruchtstiel weist eine Länge von 3 bis 6 cm auf. Die Apfelfrucht ist bei einem Durchmesser von etwa 1 Zentimeter ellipsoid oder fast kugelig. Die bei Reife gelblich-grüne und rot getönte. Frucht besitzt einen sauren Geschmack. Die früh abfallenden Kelchblätter hinterlassen am oberen Ende der Frucht jeweils eine kleine Blattnarbe.

### Chromosomen
Die Chromosomenzahl beträgt 2n = 51, 68.

## Verbreitung
Der Tee-Apfel ist in China weitverbreitet und ist auch im zentralen Taiwan und Assam heimisch. Er wächst an Hängen und im Dickicht von Tälern. Er gedeiht in den Bergen in Höhenlagen zwischen 1000 und 2000 Meter, in Höhenlagen zwischen 0 und 2900 Meter. In Mitteleuropa wird er selten gepflanzt.

## Systematik
Diese Art wurde 1910 unter dem Namen (Basionym) Pyrus hupehensis durch Renato Pampanini in Nuovo Giornale Botanico Italiano, n. s., 17 (2), S. 291 erstveröffentlicht. Alfred Rehder stellte sie 1933 unter dem Namen Malus hupehensis in Journal of the Arnold Arboretum, Volume 14, No. 3, S. 207 in die Gattung Malus. Weitere Synonyme für Malus hupehensis (Pamp.) Rehder sind Malus theifera Rehder, Malus domestica var. hupehensis (Pamp.) Likhonos, Malus hupehensis fo. rosea (Rehder) Rehder, Malus theifera fo. rosea Rehder. Das Basionym dieser Art darf nicht mit dem Synonym Pyrus hupehensis (C.K.Schneider) Bean 1933 für Sorbus hupehensis C.K.Schneider var. hupehensis verwechselt werden.
Malus hupehensis gehört zur Sektion Gymnomeles in der Gattung Malus.

## Nutzung
Die Früchte werden roh oder gegart gegessen. Die Laubblätter werden als Ersatz für schwarzen- oder grünen Tee verwendet. Dieser Tee ist schmackhaft und durststillend. Hauptsächlich wird er in China verwendet und dafür werden die Blätter aus Jinsha (früher Shasi genannt) exportiert.
Bei geeignetem Klima wird Malus hupehensis aufgrund seiner schönen Blüten und Früchte als Ziergehölz verwendet.
In Hubei und Sichuan wird Malus hupehensis als Unterlage in der Pflanzenveredelung für Kulturapfelsorten verwendet.